# Tommy Ekengren
Tommy Ekengren, född 17 juli 1950 i Stockholm och mer känd som Tompa Eken, är en av de drivande bakom Kafé 44 i Stockholm och en centralgestalt i Stockholms punk- och garagerockscen. Före Kafé 44 var Ekengren även en av krafterna bakom Ultrahuset i Handen i Haninge kommun.
År 1988 tilldelades han Dagens Nyheters kulturpris Guldkängan. I tidningen Buss på Stockholm hamnade han på plats åtta när de listade de 100 viktigaste stockholmarna genom tiderna. År 2013 fick han Stig Vigs minnesfonds pris Det Gyldene Benet.
Som tack för hans engagemang för unga, aspirerande punk- och rockband har bland andra trallpunkbandet De Lyckliga Kompisarna skrivit en hyllningslåt till honom. Han har även spelat i band som Rudan -80 och Dödsknarkarna.
År 2018, vid 67 års ålder, bestämde sig Ekengren för att gå i pension. Ekengren hyllades med en konsertgala med bland andra Weeping Willows, Refused, Moneybrother, Charta 77 och Asta Kask.

## Diskografi
- Dödsknarkarna (1985), Sista bussen – med Dödsknarkarna
- Ultra-Gärdet 1988 (1988), K.U.K Records – samling
- Ultrasingeln (1988), Sista bussen – med U.B.F.